# Assoziationsspaltung
Assoziationsspaltung ist eine Therapie- und Selbsthilfetechnik für Menschen, die unter einer Zwangsstörung leiden. Die Methode sieht vor, parallel zu den bestehenden negativen, quälenden Assoziationen (z. B. „Krebs“ = Krankheit, Metastasen, Tod), alternative neutrale oder positive Verknüpfungen aufzubauen, die im Vergleich zu den dominanten Zwangsgedanken zunächst noch schwach ausgeprägt sind (z. B. „Krebs“ =  Sternzeichen, Taschenkrebs, Krebssuppe, Sushi). Die Grundannahme ist, dass der (Wieder-)Aufbau neutraler oder positiver Assoziationen zu einer Abschwächung der zwangbezogenen Assoziationen führt (Fächereffekt „fan-effect“) und so die Zwangsimpulse abnehmen.
Eine Metastudie zeigte, dass diese Therapietechnik die Schwere und Häufigkeit der Zwangsgedanken wirksam reduzierte.
Die Technik basiert auf semantischen Netzwerkmodellen sowie Befunden, die zeigen, dass gedankliche Verknüpfungen bei Zwangspatienten auf den Zwangsbezug eingeengt sind. Eine systematische Übersichtsarbeit, die verschiedene randomisiert-kontrollierte Studien auswertete, bestätigt die Wirksamkeit der Methode. Das Manual zur Technik ist online in sieben Sprachen verfügbar. Eine Kurzanleitung der Technik sowie eine verwandte Methode (Aufmerksamkeitsspaltung), welche die Überfokussierung auf Gefahr-assoziierte Reize abzuschwächen sucht, wird in einem Selbsthilfebuch dargestellt.